# Lygosominae
Lygosominae – podrodzina jaszczurek z rodziny scynkowatych (Scincidae).

## Zasięg występowania
Podrodzina obejmuje gatunki występujące w Ameryce, Afryce, Eurazji i Australii i Oceanii.

## Podział systematyczny
Do podrodziny należą następujące plemiona: 
- Ateuchosaurini Hedges, 2014
- Eugongylini Welch, 1982
- Lygosomini Gray, 1845
- Mabuyini Mittleman, 1952
- Ristellini Hedges, 2014
- Sphenomorphini Welch, 1982
- Tiliquini Gray, 1845